# Wapen van Westerbork

Wapen van Westerbork

Het wapen van Westerbork bestaat uit het gecarteleerde wapenschild van de voormalige gemeente Westerbork, een ontwerp van G.A. Bontekoe. De beschrijving luidt: 
"Een gevierendeeld schild: I: in keel, een valk van zilver, vergezeld in de linker bovenhoek van een penning van goud; II en III: in goud drie met opgerichte kop voortkruipende slangen van sabel, geplaatst 2 en 1; IV: in keel een burcht van zilver, gevoegd en geopend van sabel. Het schild gedekt met een kroon van drie bladeren en twee paarlen en wordt gehouden door twee paarden van sabel."

## Geschiedenis
Het eerste kwartier is een herinnering aan het aandeel dat de kapel in Westerbork jaarlijks moest betalen met de "witte valkenpacht" aan de Grote of Sint-Clemenskerk in Steenwijk. De penning is een herinnering aan het feit dat zij vanaf 1369 in zilver mochten betalen, zonder een jachtvalk te leveren. De twee volgende kwartieren zijn ontleend aan een legende opgetekend door de drie podagristen in Westerbork. Een legende spreekt over een boerenknecht op vrijersvoeten die op een adder trapte en daarna door een adderleger bedreigd werd. Een ander verhaal verteld over een jager die op een dag in het veld was, waarop het leek dat alle hazen verdwenen waren. Uit verveling schoot hij op een molshoop. Die in werkelijkheid een kluwen adders bleek te zijn. De adders gingen meteen in de aanval en verjoegen de jager. Ook de burcht in het laatste kwartier is een herinnering aan een legende. In Elp stond een kasteel waar ene boer Koekoek woonde. Hij was bezeten van de gedachte dat de Eems met de Zuiderzee moest worden verbonden en begon alvast bij Elp te graven. Tijdens de aanvraagprocedure van het wapen was het de wens dit kanaal te verbeelden als een blauwe streep onder de burcht. De Hoge Raad van Adel wees dat ontwerp af, omdat zij dat te druk vonden. De paarden als schildhouders zijn een herinnering aan het Sint Steffenrijden op tweede kerstdag. Het schild is gedekt met een gravenkroon. Dit wapen werd op 28 juni 1948 bij koninklijk besluit aan de gemeente verleend.
In 1998 werd de gemeente opgeheven en toegevoegd aan de nieuwe gemeente Middenveld waarvan in 2000 de naam gewijzigd werd in Midden-Drenthe. In het wapen van de gemeente Midden-Drenthe zijn de twee schildhoudende paarden overgenomen.